# Julius Bielz
Julius Bielz (* 18. März 1884 in Orlat, Siebenbürgen; † 9. Juni 1958 in Hermannstadt) war ein siebenbürgischer, k. u. k österreichischer, später rumänischer Jurist, Kunsthistoriker und Volkskundler.
Julius Bielz war Sohn des Arztes Julius Friedrich Bielz (1856–1927) und dessen Ehefrau Bertha, geborene Rannicher (1863–1925). Er besuchte das Gymnasium in Hermannstadt und studierte danach Jura in Kecskemét, Berlin, München und Klausenburg und wurde 1907 promoviert. Er trat in den Staatsdienst am Obersten Staatsrechnungshof in Wien und stieg zum Hofrat auf. Nach dem Ersten Weltkrieg arbeitete Bielz bis 1924 in Wien, Budapest und Rom als rumänischer Vertreter in der Kommission, die sich mit der Auflösung der Monarchie befasste. Danach verabschiedete er sich aus dem Staatsdienst und widmete sich der volkskundlichen Forschung.
1927 wurde Bielz zum ehrenamtlichen Kustos des Brukenthal-Museums in Hermannstadt ernannt. 1927 übernahm er den Vorstand des Sebastian-Hann-Vereins für heimische Kunstbestrebungen, 1930 wurde er Präsident der Gesellschaft der Freunde des Brukenthal-Museums, 1937 übernahm er den Vorsitz der Deutschen Theatergemeinschaft in Rumänien und leitete bis 1940 den Kulturrat der Deutschen Volksgemeinschaft in Rumänien.
Nach dem Zweiten Weltkrieg war Bielz Angestellter am Brukenthal-Museum und wurde 1955 zum stellvertretenden Direktor ernannt. Während eines Konzertes am 9. Juni 1958 starb Julius Bielz an Herzversagen. Er wurde zwei Tage später auf dem Hermannstädter Zentralfriedhof beerdigt.

## Schriften (Auswahl)
- Die Nachkommen des Peter Bergleiter eingewandert im Jahre 1686 nach Siebenbürgen.  Hermannstadt 1926
- Führer durch die volkskundliche Sammlung des Baron Brukenthalischen Museums.  Hermannstadt 1928
- Porträtkatalog der Siebenbürger Sachsen. Hamburg 1936
- Die Zunftaltertümer im Baron Brukenthalischen Museum. Hermannstadt 1937
- Die Volkstracht der Siebenbürger Sachsen. Bukarest 1957
- Die sächsische Goldschmiedekunst Siebenbürgens. Bukarest 1957